# Branislav Simić
Branislav Simić (in cirillico: Бранислав Симић?; Gornja Rogatica, 21 marzo 1935) è un ex lottatore jugoslavo, dal 1992 serbo, specializzato nella lotta greco-romana.

## Palmarès
- Giochi olimpici

Tokyo 1964: oro nei pesi medi;
Città del Messico 1968: bronzo nei pesi medi;
- Mondiali

Sofia 1963: argento nei -87 kg;
- Giochi del Mediterraneo

Tunisi 1967: oro nei -87 kg;